# Philodoria pipturiella
Philodoria pipturiella là một loài loài bướm thuộc họ Gracillariidae. Đây là loài đặc hữu của Oahu.
Ấu trùng ăn các loài Pipturus. Chúng ăn lá cây nơi chúng sống. Các lá cây to có thể chứa tới vài trăm cá thể sâu bướm này. Tổ kén được tạo dưới lá dọc theo một gân lá lớn. Kén có màu trắng và thường không dễ nhận ra.